# Flaga Somalilandu
Flaga Somalilandu ma kształt prostokąta z trzema poziomymi pasami w kolorach: górny zielony z białym tekstem szahady w języku arabskim, środkowy biały z czarną gwiazdą, a dolny czerwony. Ma ona proporcje 2:1. Flagę wprowadzono 14 października 1996, zastępując wcześniejszą flagę z zielonym dyskiem pośrodku.

## Symbolika
Szahada, czyli muzułmańskie wyznanie wiary, jest symbolem islamu. Zielony pas na fladze symbolizuje dobrobyt i pomyślność, biały oznacza pokój, a czerwony – krew przelaną w walce o wyzwolenie. Czarna pięcioramienna gwiazda symbolizuje Somalijczyków żyjących w pięciu krajach Rogu Afryki, a zarazem koniec marzeń o ich zjednoczeniu.
Ponadto, kolory flagi Somalilandu to barwy panarabskie.

## Flagi historyczne

Flaga z lat 1884–1903
Flaga z lat 1903–1950
Flaga z lat 1950–1960
Flaga z lat 1960–1991
Flaga z lat 1991–1996